# Coregonus artedi
Coregonus artedi es una especie de peces Salmoniformes de la familia Salmonidae.

## Morfología
Los machos pueden llegar alcanzar los 57 cm de longitud total Y 3.350 g de peso.
Puede llegar a vivir 11 años.

## Alimentación
Come plancton y crustáceos

## Hábitat
Vive en las aguas abiertas de lagos y grandes ríos, y también en las aguas costeras de la Bahía de Hudson.

## Distribución geográfica
Se encuentra en Norteamérica: Canadá y norte de los Estados Unidos, pero es raro en los Grandes Lagos de América del Norte.

## Uso  gastronómico
Se comercializa fresco, ahumado y congelado para ser cocinado al vapor, frito, asado, hervido, al horno y al microondas. 